# Каанаак (аэропорт)
Аэропорт Каанаак расположен в 1,9 морских милях (4 км) к северо-западу от Каанаака (коммуна Каасуитсуп, Гренландия). Он был создан в 1991 году для обслуживания Каанаака и окрестных населённых пунктов, так как авиабаза Туле не принимала регулярных гражданских рейсов. Это — единственный гражданский аэропорт севернее Упернавика, и потому он жизненно важен для северной Гренландии. В аэропорт Каанаак совершает рейсы авиакомпания Air Greenland. Вертолёты из этого аэропорта летают в деревни Мориусак и Сиорапалук